# Wolonkoto (département)
Pour le chef-lieu, voir Wolonkoto.
Wolonkoto est un département et une commune rurale de la province du Léraba, situé dans la région des Cascades au Burkina Faso. 
En 2006, le département comptait 3 800 habitants.
En 2019, le département comptait 5 504 habitants.

## Villages
Le département comprend un village chef-lieu (populations actualisées en 2006) :
- Wolonkoto (2 694 habitants)

et un autre village :
- Malon (1 106 habitants)